# Julio César Castro
Julio César Castro, bekannt unter dem Pseudonym Juceca, (* 6. Mai 1928 in Montevideo, Uruguay; † 11. September 2003 ebenda) war ein uruguayischer Komiker und Erzähler.

## Leben
Juceca begann 1959 seine Karriere beim Radiosender CX 14 El Espectador, bei dem er acht Jahre beschäftigt war. Von diesem Zeitpunkt an wirkte er, abwechselnd in Montevideo und Buenos Aires arbeitend, im Rahmen eines breiten Tätigkeitsfeldes, das sich vom Fernsehen und Kino über das Radio bis in zahlreiche Printmedien erstreckte. Bezogen auf letztere schrieb er von 1970 bis 1974 sowohl für die Marcha als auch die montevideanische Zeitung Guambia. Darüber hinaus ging er in den Jahren 1972 bis 1974 einer Tätigkeit für die in Buenos Aires ansässige Zeitung Crisis nach.
Im Alter von 43 Jahren schuf Juceca die Figur Don Verídico, der zu einer Ikone der uruguayischen Erzählkunst werden sollte. Ob die Anfänge dieser Figur im Jahr 1961 oder 1962 lagen, konnte er im Rahmen einer Rückschau dabei selbst nicht mehr einordnen, der Ursprung habe aber in seiner Sonntagssendung Tranquera Oriental auf Radio El Espectador gelegen. 1974 kam diese Figur an der Seite Luis Landriscinas auf dem Sender CX 30 de Montevideo zum Einsatz. Von 1975 bis 1984 gab er täglich auf dem argentinischen Hauptstadtsender Radio Rivadavia an der Seite Héctor Larreas den Don Verídico. Auch im Fernsehen trat er im montevideanischen Canal 4 und in Buenos Aires jeweils gemeinsam mit Luis Landriscina in Canal 7, Canal 9, Canal 11 und Canal 13 auf. 1984 erhielt Juceca für Don Verídico auf Radio El Mundo mit Juan Manuel Tenuta den Premio Argentores. Er wurde dabei für das beste Radio-Comedy-Programm der Republik Argentinien ausgezeichnet.
Juceca publizierte zahlreiche Bücher und war Autor des Theaterstücks La última velada, das 1987 im Teatro Circular von Nidia Telles uraufgeführt wurde. Auch schrieb er die Drehbücher für die Kinofilme El muerto, Millonarios a la fuerza und El viaje hacia el mar. Beim letztgenannten uruguayischen Streifen gehörte er auch zu den Hauptdarstellern. Ebenfalls trat er als Murga-Texter in Erscheinung. So gehörten in diesem Zusammenhang 1974 Las ranas und 1989 Los Menecuchos zu seinen Werken.
Im Januar 2003 war er als einziger Vertreter Uruguays zum Festival de Escritores y Narradores auf den Kanarischen Inseln geladen. Zu jener Zeit befand er sich in Vorbereitungen auf die Veröffentlichung eines Buches, das den Titel Nadie entiende nada (y menos el autor) tragen sollte. Er verstarb im selben Jahr im Alter von 68 Jahren an einer Lungenkrankheit.

## Veröffentlichungen
- 1972: Los cuentos de Don Verídico
- 1975: Don Verídico se la cuenta
- 1977: La vuelta de Don Verídico
- 1982: Más cuentos de Don Verídico
- 1992: Entre tanto cuento
- 1994: Don Verídico
- 1995: Antología
- 1996: Don Verídico (Recompilation)
- 1997: Los cuentos de Don Verídico

## Auszeichnungen
- 1984: Premio Argentores
- 2000: Premio Morosoli